# Daiki Oizumi
Daiki Oizumi (født 30. juni 1989) er en tidligere japansk fodboldspiller.
Han har spillet for flere forskellige klubber i sin karriere, herunder FC Gifu.